# Annette O'Toole
Annette O'Toole (Houston, 1 de Abril de 1952) é uma actriz, cantora e bailarina estadunidense.
Do seu vasto curriculum, constam os seguintes filmes: 48 Hours (1982), Superman III (1983).
Tem também uma carreira vasta na televisão: The Mod Squad (1971), The Partridge Family (1971), Serpico (1976), Nash Bridges (1996-1998), Law & Order (2000), e em 2001 passou a participar do elenco de Smallville.
Em 1983 ela aparece em Superman III como Lana Lang.